# Aades
Aades es un género de escarabajos de la familia Curculionidae. Las especies de este género se distribuyen por Australia. Fue descrito por Carl Johan Schönherr en 1823.

## Especies
- Aades bicristatus (Schoenherr, 1823)
- Aades bifoveifrons (Lea, 1916)
- Aades cultratus (Schoenherr, 1823)
- Aades franklini (Heller, K.M., 1925)